# Dendronephthya palaoensis
Dendronephthya palaoensis är en korallart som beskrevs av Huzio Utinomi 1952. Dendronephthya palaoensis ingår i släktet Dendronephthya och familjen Nephtheidae. Inga underarter finns listade i Catalogue of Life.